# ملخ‌های زیبا
ملخ‌های زیبا (نام علمی: Calliptaminae) نام یک زیرخانواده از تیره کج‌صورتان است.